# Lee Keun-ho
Lee Keun-Ho (Incheon, 11 april 1985) is een Zuid-Koreaans voetballer, die speelt voor Ulsan Hyundai FC. Hij werd in 2012 verkozen tot Aziatisch voetballer van het jaar.

## Clubcarrière
Lee Keun-Ho speelde tussen 2004 en 2011 voor Incheon United, Daegu FC, Júbilo Iwata en Gamba Osaka. Hij tekende in 2012 bij Ulsan Hyundai FC, de club waar hij in 2018 weer terugkeerde.

## Interlandcarrière
Lee Keun-Ho debuteerde in 2007 in het Zuid-Koreaans nationaal elftal en speelde 78 interlands, waarin hij 17 keer scoorde.

## Erelijst
- Aziatisch voetballer van het jaar (2012)